# Gòtic perpendicular
El període del gòtic perpendicular és la tercera etapa històrica de l'arquitectura gòtica anglesa, i deu el seu nom a la seva característica èmfasi en la línia recta; també se'l coneix com a estil Rectilini.
L'estil perpendicular va aparèixer cap a 1350. Era una evolució de l'estil curvilini (Decorated Style) de finals del segle xiii i principis del xiv, i va perdurar fins a mitjan segle XVI (els termes "perpendicular" i "curvilini" van ser creats per l'historiador Thomas Rickman en el seu Attempt to Discriminate the Style of Architecture in England (Intent de discriminar els estils arquitectònics a Anglaterra; 1812–1815) i encara s'empleen).
En aquests estils arquitectònics primerencs hi ha una superposició gradual: segons canviaven les modes, s'introduïen elements innovadors entre altres més conservadors, sobretot en grans construccions, com les esglésies i les catedrals, que es construïen (i reformaven) al llarg de períodes extensos de temps. En les mostres més tardanes del període curvilini la supressió dels cercles en les traceries de les finestres havia conduït a l'ocupació de corbes dobles que van evolucionar cap a la traceria flamígera; la introducció de les línies perpendiculars va ser una reacció en sentit contrari.

## Elements de l'estil

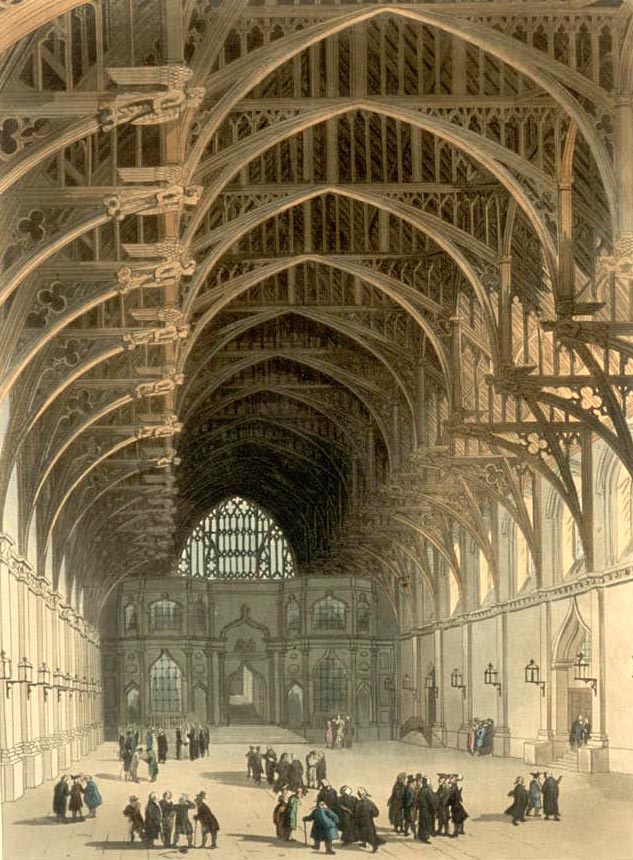
Westminster Hall amb el seu magnífic enteixinat, segons una imatge de principis del s. XVIII.

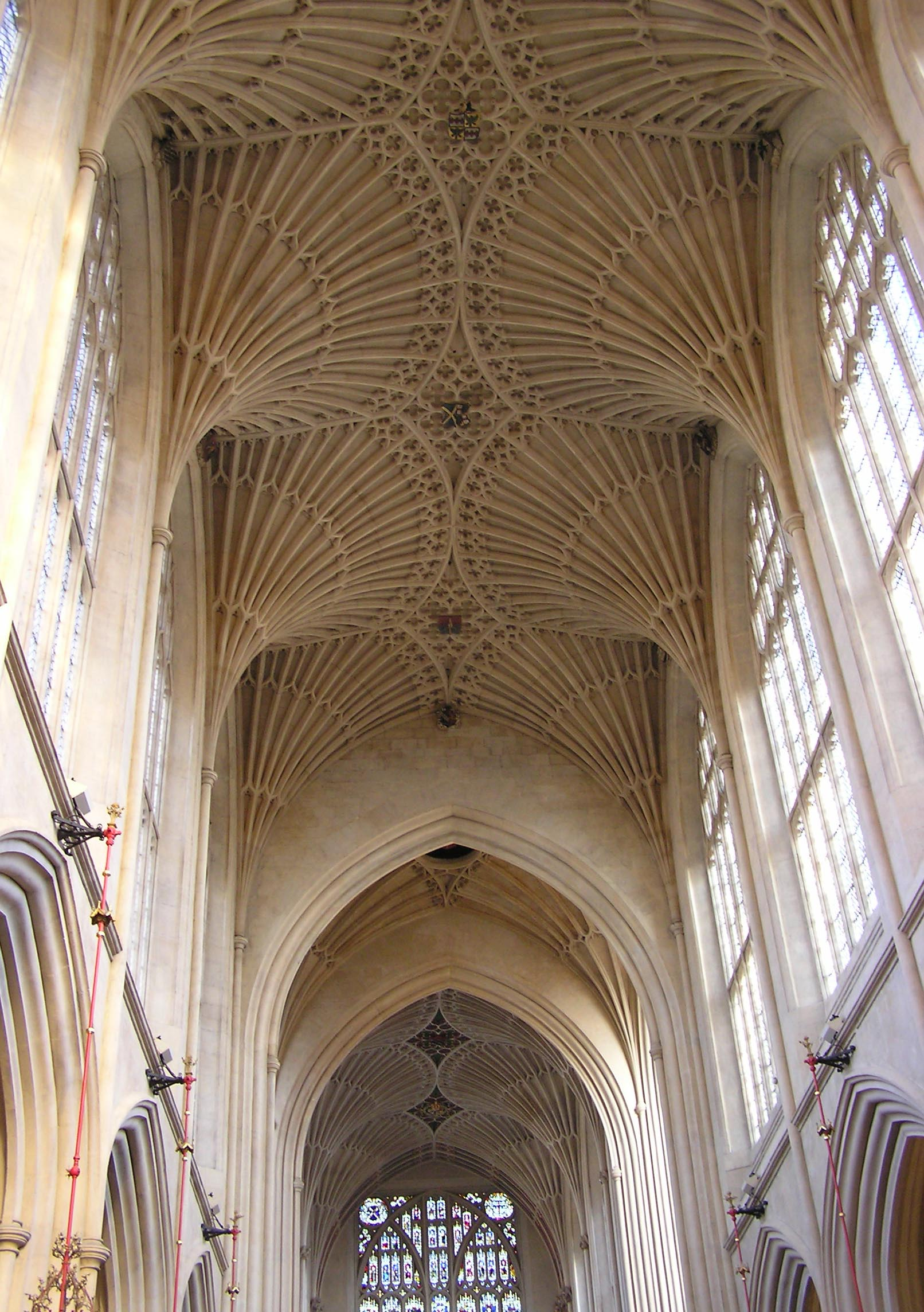
Voltes de ventall en l'abadia de Bath (restauració).

La linealitat i la perpendicularitat són especialment clares en el disseny de les finestres, que van aconseguir grandàries grans, de vegades immenses, amb mainells més prims que en èpoques anteriors, la qual cosa va donar més llibertat als mestres vidriers. Els mainells pugen fins als arcs, i la part superior de la finestra se subdivideix per traceria més complexa. Els contraforts i els llenços de mur es divideixen també en panells verticals. Una altra novetat important d'aquest període va ser la volta de ventall.
Les portades s'emmarquen sovint en un arrabà, emplenant-se els carcanyols amb quadrifolis o traceria. Se segueix emprant l'arc apuntat, però també s'introdueixen els arcs conopials i Tudor.
A l'interior de l'església, el trifori desapareix o és substituït per panells, i es dona major importància a les finestres del claristori, sovint els elements més notables d'aquestes esglésies. Les motllures són més planes que en períodes anteriors, i una de les principals característiques és la introducció de grans obertures el·líptiques.
Alguns dels millors elements d'aquest període són els enteixinats de fusta, com els de Westminster Hall (1395), Christ Church Hall, Oxford, i Crosby Hall.

## Exemples notables

### Catedral de Gloucester
Les primeres mostres del període perpendicular, cap a 1360, es troben a la catedral de Gloucester, on els picapedrers estaven, aparentment, molt més avançats que els d'altres ciutats; les voltes de ventall dels claustres són d'especial qualitat.

### Altres exemples
Entre altres edificis dignes d'esment es troben el cor i la torre de l'abadia de York (1389–1407); la nau i el creuer oest de la catedral de Canterbury (1378–1411), i la torre, de finals del segle xv; les Escoles Noves d'Oxford (1380–1386); la capella Beauchamp, a Warwick (1381–1391); la remodelació de les naus central i laterals de la catedral de Winchester (1399–1419); el transsepte i la torre del Merton College d'Oxford (1424–1450); la catedral de Manchester (1422); la torre central de la catedral de Gloucester (1454–1457), i la del Magdalen College, Oxford (1475–1480).
L'abadia de Sherborne (1475–c.1580), notable per les seves enormes voltes de ventall, l'abadia de Bath (si bé va ser restaurada cap a 1860) i la Capella de les Dames, d'Enric VII, a l'abadia de Westminster (1503–1519) són exemples tardans destacats.
A aquests es podrien afegir les torres de l'església de St. Giles (Wrexham), Coventry; Evesham, i St. Mary a Taunton, essent la primera tan magnífica que hom la coneix com una de les "Set Meravelles de Gal·les". La capella de l'Eton College, Eton, la capella del King's College, Cambridge (1446–1515) i l'abadia de Syon també es poden considerar dins d'aquest estil.
L'estil perpendicular ha estat rescatat en èpoques més recents: un bon exemple és el Wills Memorial Building a la Universitat de Bristol (1915–1925).